# 마레크 바슈트
마레크 바슈트(체코어: Marek Vašut, 1960년 5월 5일~)는 체코의 배우, 화가, 사진가이다.

## 영화
- 솔로몬 케인 (2009년)
- 바토리 (2008년)
- 나쁜 여자 길들이기 (2007년) - 자밀 역
- 한니발 라이징 (2007년)
- 러브 러브 프라하 (2005년) - 올리베라 역
- 체이싱 리버티 (2004년)
- 반 헬싱 (2004년)
- 히틀러 (2003년)
- 듄의 후예들 (2003년)
- 젠틀맨 리그 (2003년)
- 트리플 엑스 (2002년)
- 배드 컴퍼니 (2002년)
- 블레이드 2 (2002년)
- 쥬키퍼 (2000년)
- 미션 임파서블 (1996년)
- 델타 비너스 (1995년)
- 불멸의 연인 (1994년)
- 체인 히트 2 (1993년)